# Jean-Jacques d'Esparbes
Jean Jacques Pierre d'Esparbès de Lussan (o Desparbès; 12 de enero de 1720 - 13 de marzo de 1810) fue un militar francés que fue brevemente gobernador de Saint-Domingue en 1792 durante la Revolución Francesa.

## Biografía
Jean-Jacques d'Esparbès nació el 12 de enero de 1720. Se casó con una prima de Madame de Pompadour. Fue nombrado mariscal de campo el 25 de julio de 1762 y teniente general el 1 de marzo de 1780. Estuvo al mando de la 20.ª División Militar en Montauban en julio de 1790.
D'Esparbès fue nombrado gobernador de Saint-Domingue en 1792 y acompañó a tres nuevos comisarios civiles a la isla, Léger-Félicité Sonthonax, Étienne Polverel y Jean-Antoine Ailhaud. Iba a reemplazar al gobernador Philibert François Rouxel de Blanchelande. La expedición incluyó a 6.000 soldados. El futuro gobernador Étienne Maynaud de Bizefranc de Laveaux era teniente coronel al mando de un destacamento de 200 hombres del 16.º regimiento de dragones. Llegaron a Cap-Français (ahora Cap-Haitien) el 18 de septiembre de 1792.
Los comisionados descubrieron que muchos de los plantadores blancos eran hostiles al movimiento revolucionario cada vez más radical y se estaban uniendo a la oposición realista. Los comisionados anunciaron que no tenían la intención de abolir la esclavitud, sino que habían venido a garantizar que los hombres libres tuvieran los mismos derechos sin importar su color. D'Esparbes trabajó en contra de los comisionados y se hizo popular entre los hacendados realistas. El 21 de octubre de 1792, los comisionados destituyeron a d'Esparbès y nombraron gobernador general de Saint-Domingue al Vizconde de Rochambeau.
Tanto D'Esparbès como su antecesora Blanchelande fueron deportados a Francia. D'Esparbès fue acusado de deslealtad el 4 de febrero de 1793, pero fue absuelto por el Tribunal Revolucionario el 27 de abril de 1793 y se retiró de la vida pública. Murió el 13 de marzo de 1810.